# August Wittmann
August Wittmann (* 20. Juli 1895 in München; † 29. März 1977 in Glonn) war ein deutscher Generalleutnant im Zweiten Weltkrieg.

## Leben
Wittmann trat zu Beginn des Ersten Weltkriegs am 16. August 1914 als Freiwilliger in das 1. Feldartillerie-Regiment „Prinzregent Luitpold“ der Bayerischen Armee ein. Er wurde am 29. Mai 1917 zum Leutnant der Reserve befördert. Er kämpfte an der Ost- und Westfront. Am 18. Dezember 1918 erfolgte seine Entlassung aus dem Heer. Er ging danach zur Polizei.
Am 1. Oktober 1935 erfolgte als Hauptmann seine Übernahme in die Reichswehr. Anschließend diente er in unterschiedlichen Gebirgs-Artillerie-Regimentern. Ab 1. August 1938 war er bei der 2. Gebirgs-Division Abteilungskommandeur vom II/Gebirgs-Artillerie-Regiment 111. Kurze Zeit später erfolgte seine Beförderung zum Oberstleutnant.
Zu Beginn des Zweiten Weltkriegs diente er weiterhin als Abteilungskommandeur. Ab 15. März 1940 wurde er Kommandeur vom Artillerie-Regiment 256 bei der 256. Infanterie-Division. Die Beförderung zum Oberst erfolgte am 1. Oktober 1940, mit Patent zum 1. Oktober 1940. Vom 1. Oktober 1940 bis 20. Januar 1943 übernahm er das Kommando über das Gebirgs-Artillerie-Regiment 95 beim 5. Gebirgs-Division. Vom 1. Februar bis 3. Mai 1943 führte er die 390. Feldausbildungs-Division. Es folgten weitere Kommandierungen und am 1. Juni 1943 seine Beförderung zum Generalmajor. Er führte die 3. Gebirgs-Division vom 1. Oktober 1943 bis 28. Mai 1944. Am 1. April 1944 war in der Position seine Ernennung zum Generalleutnant erfolgt. Vom 28. Mai 1944 bis zu seiner Versetzung in die Führerreserve am 3. Juli 1944 führte Oberst Hans Kreppel das Kommando über die 3. Gebirgs-Division. Es folgte vom 10. Juli 1944 bis 10. März 1945 das Kommando über die 117. Jäger-Division. Die 1. Volks-Gebirgs-Division, welche er vertretungsweise von Oktober 1944; die 117. Jäger-Division stand zu dieser Zeit an der Seite der Gebirgs-Division im Grenzgebiet von Bosnien und Serbien bei der Heeresgruppe F; bis Mitte Dezember 1944 noch als 1. Gebirgs-Division kommandiert hatte, kommandierte er vom 17. März 1945 bis zu seiner Gefangennahme.
Am 21. Juni 1941 wurde er mit dem Ritterkreuz des Eisernen Kreuzes und später mit dem Deutschen Kreuz in Gold ausgezeichnet.